# 三段警備法
三段警備法（1897年6月26日-1898年6月20日），1897年台灣日治時期於台灣實施之特別法，該法制定實施者為台灣總督乃木希典。

## 背景
1895年，日本及其政府開始治理台灣，但直至始政兩年後的1897年，台灣各地治安狀況仍未能完全綏靖，三段警備法之制定實施，即為有效改善台灣治安所設定。
因為六三法授與台灣總督自行於台灣訂定特別法之權利，因此三段警備法並毋須經日本國會通過。而根據三段警備法實施的三段警備制，主要目的為壓制台灣自1895年就不間斷的武裝抗日活動，也屬於保甲制度之一。

## 內容
著眼點為有效改善台灣治安的三段警備法，其主要精神乃是依據台灣治安狀況，畫分為一等區、二等區，及三等區共三區域。
- 一等區為反日或抗日分子、游擊隊活動最活躍的台灣山區，也屬於治安狀況惡劣者。劃分一等區者，其治安維持由日本軍隊組成的台灣守備混成旅團負責。
- 三等區為平埔族或漢人居住的平地街庄，治安相對良好，由日本警察官吏負責治安警備任務
- 二等區為介於一、三等區中間的灰色地帶，該區域由日本憲兵負責警備。

## 廢止
以三段警備法為源所實施之三段警備制，於台灣實施之初，曾有效消滅抗日活動，並將反日人員阻絕於台灣山區，惟三等區劃分不易，陸軍、憲兵、警員治理區域無法明確區分，因此自1898年2月乃木希典辭去臺灣總督後，新任總督兒玉源太郎與民政長官後藤新平，隨即將三段警備制取消，改用保甲制度。

### 腳註
1. ↑  黃昭堂《台灣總督府》，黃英哲譯，台北，前衛出版社，1994年。頁79。

### 引用資料
- 《台灣歷史辭典》
- 臺灣總督府警務局編，《臺灣總督府警察沿革誌》
- 高壓統治與近代化建設—殖民統治前期的特色[永久]